# Apoda-prorepentia
Apoda-prorepentia es un género que tiene asignada 8 especies de orquídeas originarias de la región del Sudamérica.

## Descripción
Además de las características expuestas, estas especies son algo variables, agrupadas más por sus diferencias con otros grupos por las similitudes. Presentan cortos tallos caídos o pendientes, con grandes hojas también caídas. Las flores bastantes diversas, brotan de grandes espatas, frecuentemente infladas, donde no es raro que permanezcan ocultas en su interior.

## Evolución, filogenia y taxonomía
Fue propuesto por Carlyle August Luer en Monographs in Systematic Botany from the Missouri Botanical Garden 95: 255 en el año 2004 para elevar el subgénero Apoda-Prorepentia de Pleurothallis, también propuesto anteriormente por él en 1986, a la categoría de género. Su especie tipo fue descrita originalmente por Olof Peter Swartz como Epidendrum testifolium. 
No sabe la posición filogenética de este tipo porque ninguna de sus especies pasó un análisis molecular o aún no han publicado los resultados. 

## Etimología
El nombre hace referencia al hecho de que son especies rastreras más o menos colgantes con flores cuya columna no tiene prolongación podiforme.

## Especies
- Apoda-prorepentia calypso (Luer) Luer, Monogr. Syst. Bot. Missouri Bot. Gard. 95: 255 (2004).
- Apoda-prorepentia dodsonii (Luer) Luer, Monogr. Syst. Bot. Missouri Bot. Gard. 95: 255 (2004).
- Apoda-prorepentia hystrix (Kraenzl.) Luer, Monogr. Syst. Bot. Missouri Bot. Gard. 112: 86 (2007).
- Apoda-prorepentia karlii (Pabst) Luer, Monogr. Syst. Bot. Missouri Bot. Gard. 95: 255 (2004).
- Apoda-prorepentia kateora (Garay) Luer, Monogr. Syst. Bot. Missouri Bot. Gard. 95: 255 (2004).
- Apoda-prorepentia melanochthoda (Luer & Hirtz) Luer, Monogr. Syst. Bot. Missouri Bot. Gard. 95: 255 (2004).
- Apoda-prorepentia portilloi (Luer & R.Escobar) Luer, Monogr. Syst. Bot. Missouri Bot. Gard. 95: 255 (2004).
- Apoda-prorepentia testifolia (Sw.) Luer, Monogr. Syst. Bot. Missouri Bot. Gard. 95: 255 (2004).